# 荒井幸博のうまいものSUN直らじお!
『荒井幸博のうまいものSUN直らじお!』（あらいゆきひろのうまいものサンちょくらじお）は、2006年4月2日から2011年3月27日まで山形放送ラジオ (YBC) で放送されていた東北映音制作の情報番組である。

## 概要
荒井幸博がパーソナリティを務めていた番組で、JAやまがたの単独提供で放送されていた。
番組は、荒井が選んだ季節の曲またはリスナーからのリクエスト曲3曲を「うまい音楽」と称し、番組冒頭・中盤・ラストそれぞれに流していた。また、荒井がセレクトした「うまい映画」を新旧問わずに紹介していた。1曲目を流した後には、旬の野菜や果物、漬物や料理などについて生産者にインタビューする「産地直結情報」を放送していた。
2007年1月7日放送分では、荒井と個人的な付き合いのある田中邦衛が友情出演し、山形の美味しい食べ物や温泉などの話をしていかに山形が好きかを語った。また、荒井が尊敬し親しくしている村川透監督の撮影現場に、スポンサーのJAやまがた・JAあぐりん山形の協力をの下、芋煮、青菜漬け、山形産米つや姫おにぎり、さくらんぼ、ラ・フランスなどの山形の名産品を引っさげて炊き出しに行っている。2007年11月には『西村京太郎トラベルミステリー』の高橋英樹、愛川欽也、森本レオほかキャスト・スタッフ70人に、2008年7月には『鉄道捜査官』の沢口靖子、地井武男ほかキャスト・スタッフ70人に、2009年12月には『借りぐらしのアリエッティ』制作中のスタジオジブリのスタッフ100人に振る舞った。その甲斐あってか、同作品後半で頻出する台所のシーンではテーブルの上に「JA山形」と書かれた箱が置かれており、何カットにもわたって登場する。

## 放送時間
いずれも日本標準時。
- 日曜 17:30 - 18:00 （2006年4月2日 - 2009年3月29日）
- 日曜 11:00 - 11:30 （2009年4月5日 - 2011年3月27日）